# Redfield (Teksas)
Redfield – jednostka osadnicza w Stanach Zjednoczonych, w stanie Teksas, siedziba administracyjna hrabstwa Nacogdoches.